# Expeditie van Abdullah ibn Unais
De Expeditie van Abdullah ibn Unais vond plaats in de maand muharram in AH 3 (juni 625).
Mohammed had te horen gekregen dat Khaled bin Sufyan, de leider van de stam Banu Lahyan troepen verzamelde om moslims aan te vallen. Mohammed stuurde vervolgens Abdullah ibn Unais naar Urana om Khaled bin Sufyan om te brengen. Mohammed stond Abdullah toe een voorwendsel te gebruiken. Abdullah deed zich voor als iemand van de stam Banu Khuza'ah. Hij knoopte een gesprek aan met Khaled en liep met hem mee naar zijn tent. Toen Khaled het niet verwachtte, doodde Abdullah hem met het zwaard. Hij nam Khaleds hoofd mee naar Mohammed in Medina. Mohammed gaf Abdullah zijn staf als beloning en noemde dit een teken tussen beiden op de dag des oordeels.